# Nicolas Malebranche
Nicolas Malebranche   (París, 6 d'agost de 1638 - París, 13 d'octubre de 1715) fou un filòsof racionalista francès, seguidor de Descartes i membre de l'Oratori, on va coincidir amb el seu amic Bernard Lamy.
Va intentar la unió del cartesianisme i de l'ocasionalisme. Segons l'ocasionalisme de Malebranche, en el qual es troba el centre de la seva filosofia, Déu constituiria l'única causa veritable, i totes les altres són «causes ocasionals». Per això, el coneixement no es deuria a la interacció amb els objectes, sinó que les coses serien «vistes en Déu». "Si no veiéssim Déu d'alguna manera, no veuríem cap cosa" (Recherche de la verité, llibre III, segona part, capítol VI). Déu és conegut no directament, sinó de manera indirecta, com reflectit en un mirall, en les coses creades. L'ésser humà participa de Déu i participant de Déu, participa de les coses. No hi ha cap interacció directa entre les substàncies cartesianes. La congruència entre ambdues és facilitada per la realitat divina. No sóc jo qui percep les coses, sinó que Déu provoca en mi una certa idea. La relació de l'esperit de l'ésser humà amb Déu i amb les coses solament en ell, és la solució decisiva. Així, la visió en Déu de totes les coses resulta la condició necessària de tots els sabers i veritats.

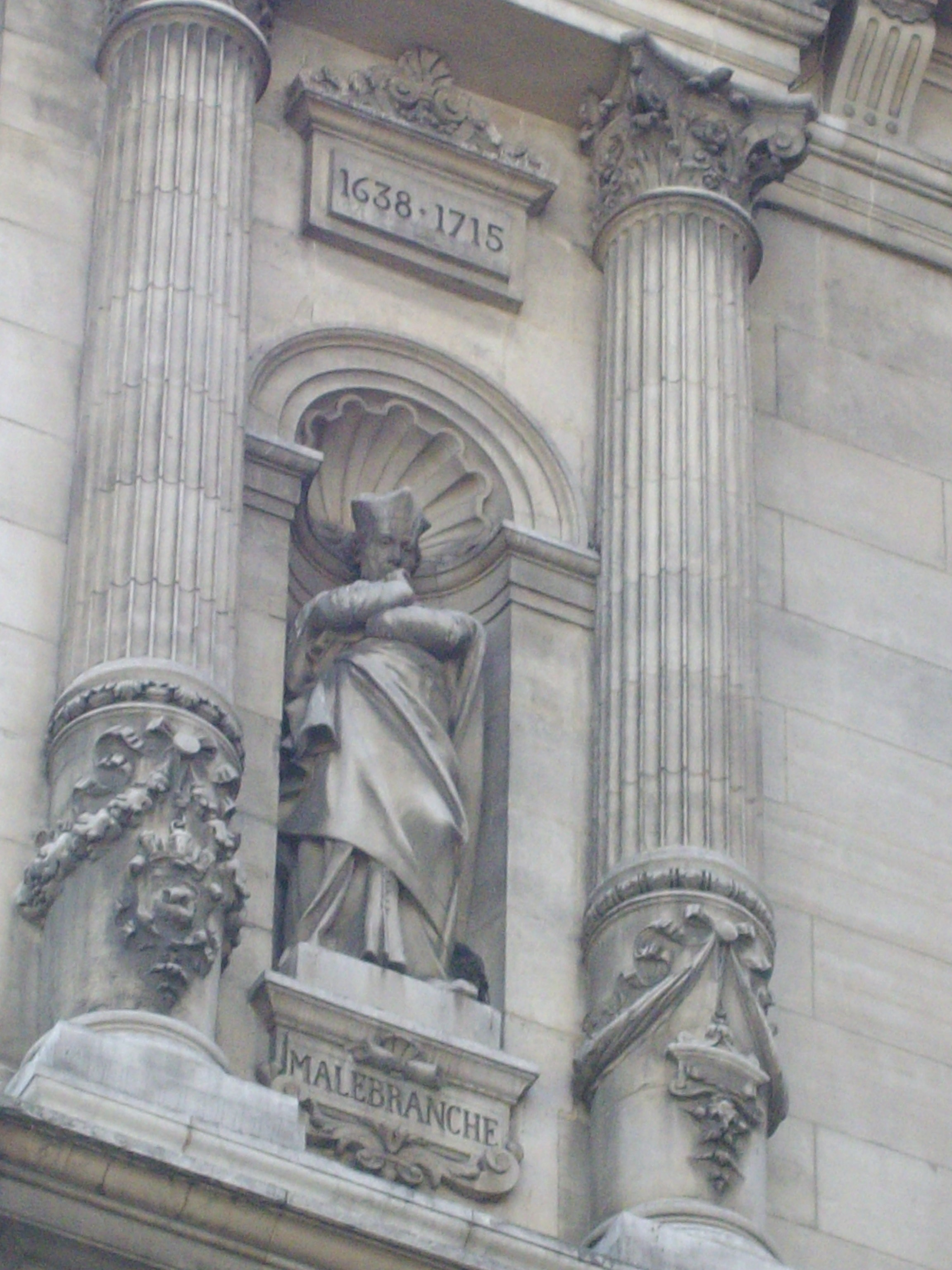
Estatua de Malebranche a la façana de l'Ajuntament de París.

Ja al seu temps, la seva filosofia va trobar-se amb opositors com Simon Foucher, que en la seva obra Critique de la Recherche de la vérité (Crítica de la Cerca de la veritat) del 1675 analitza i cerca solucions per a resoldre les contradiccions entre la fe i l'escepticisme de la ciència. També va mantenir una llarga polèmica intel·lectual amb Antoine Arnauld que representava una altra forma d'entendre el cartesianisme.